# Lago Ásad
El lago Ásad (en árabe: بحيرة الأسد‎, romanizado: Buḥayrat al-Asad) es un gran lago artificial en el río Éufrates situado en Siria.
En 1973, Siria terminó la construcción de la presa de Tabqa en el río Éufrates aguas arriba de la ciudad de Al Raqa. La presa creó un embalse nombrado lago Assad, cuya superficie abarca cerca de 80 km de largo y 8 km de anchura.